# Astrid Lindgren-archief

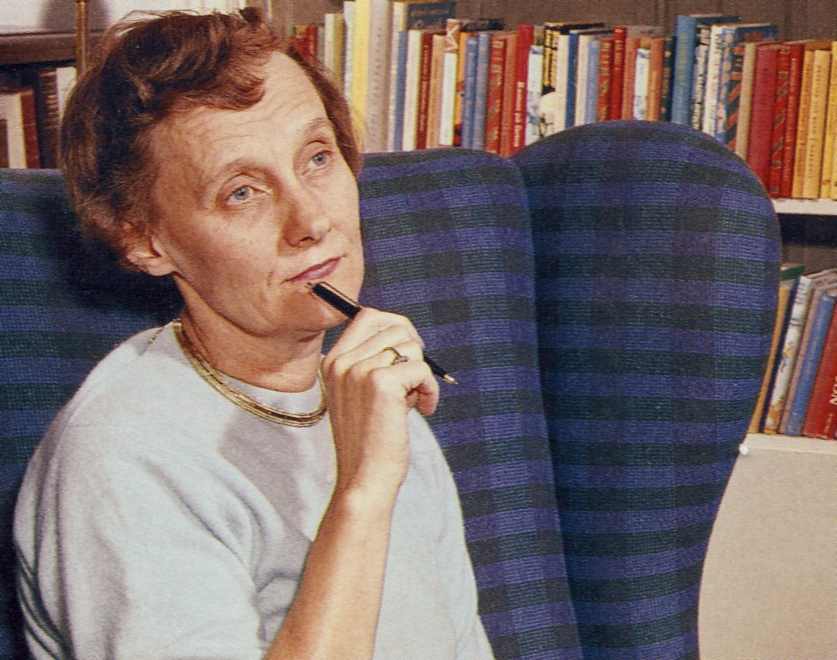
Astrid Lindgren

Het Astrid Lindgren-archief is een archief aangelegd door de Zweedse kinderboekenschrijfster Astrid Lindgren en biedt een overzicht van het werk en de invloed van een van de belangrijkste kinderboekenschrijvers van de twintigste eeuw. De meeste boeken van Lindgren worden beschouwd als klassiekers en zijn in de hele wereld populair bij meerdere generaties. De collectie bevindt zich in de Koninklijke Bibliotheek in Stockholm en is sinds 2005 opgenomen op de Werelderfgoedlijst voor documenten.
Het archief bestaat uit filmmateriaal, knipsels uit tijdschriften en een grote verzameling lezersbrieven uit de hele wereld, die een unieke blik werpen op het openbare en privéleven van de schrijfster. De verzameling lezersbrieven is waarschijnlijk een van de grootste ter wereld en ongeveer de helft ervan is geschreven door kinderen. De brieven zijn geschreven door mensen van alle rangen en standen, van gekroonde hoofden tot gewone mensen en familie, en zijn daarom een mooie illustratie van het leven van de tweede helft van de twintigste eeuw. Dit onderscheidt de verzameling ook van die van andere schrijvers en verleent aan het archief zijn unieke karakter. Het archief bevat ook bijna alle originele manuscripten van Lindgrens boeken, films en toneelstukken, waaronder een aantal vroege die niet uitgegeven zijn.
Naast een succesvolle schrijfster was Lindgren ook een groot voorvechtster van kinderrechten. In dit opzicht oversteeg Lindgrens invloed het educatieve en culturele niveau. Lindgren nam actief deel aan het publieke debat en heeft zo de houding tegenover kinderrechten in de hele wereld beïnvloed. Deze invloed wordt geïllustreerd door de persknipsels en de brieven in haar archief.